# Thomas Carr
Pour les articles homonymes, voir Thomas Carr (réalisateur) et Carr.
Thomas D. Carr est un paléontologue américain, spécialiste des vertébrés. Diplômé de l'Université de Toronto en 2005, il est enseignant à la faculté de biologie au Carthage College à Kenosha, dans le Wisconsin. 

## Biographie
Une grande partie de ses travaux porte sur les Tyrannosauridae. Carr a publié la première analyse quantitative de l'ontogenèse des Tyrannosauridés en 1999, constatant que plusieurs genres et espèces de tyrannosauridés précédemment reconnus étaient en fait des jeunes d'autres taxons. Carr a partagé le Prix Lanzendorf d'illustration scientifique de la Société de paléontologie des vertébrés en 2000  pour ses illustrations de l'article. En 2005, lui et deux collègues ont décrit et nommé Appalachiosaurus, l'un des derniers membres primitifs des Tyrannosauroidea, à partir de fossiles trouvés en Alabama. Il est également conservateur du Dinosaur Discovery Museum à Kenosha.

## Publications
- Carr, Thomas D. (1999). "Craniofacial ontogeny in Tyrannosauridae (Dinosauria, Coelurosauria)." Journal of Vertebrate Paleontology 19 (3): 497-520.
- Carr, Thomas D.; Williamson, Thomas E.; & Schwimmer, David R. (2005). "A new genus and species of tyrannosauroid from the Late Cretaceous (middle Campanian) Demopolis Formation of Alabama." Journal of Vertebrate Paleontology 25 (1): 119–143.